# Playfairova šifra

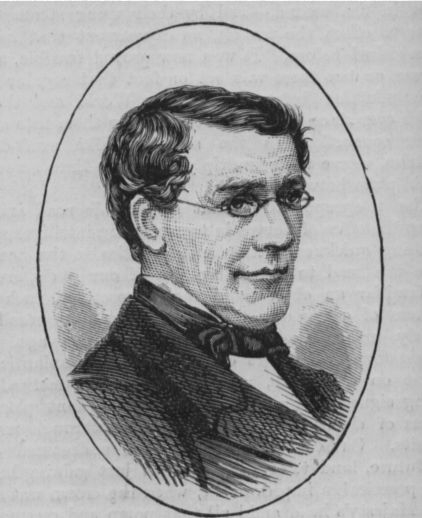
Charles Wheatstone, tvůrce Playfairovy šifry

Playfairova šifra je polyalfabetická šifra, kterou navrhl v roce 1854 britský vědec Charles Wheatstone. Pojmenovaná je podle největšího propagátora a britského poslance Lyona Playfaira. Byla používána jako vojenská polní šifra v omezené míře i za druhé světové války.

## Historie

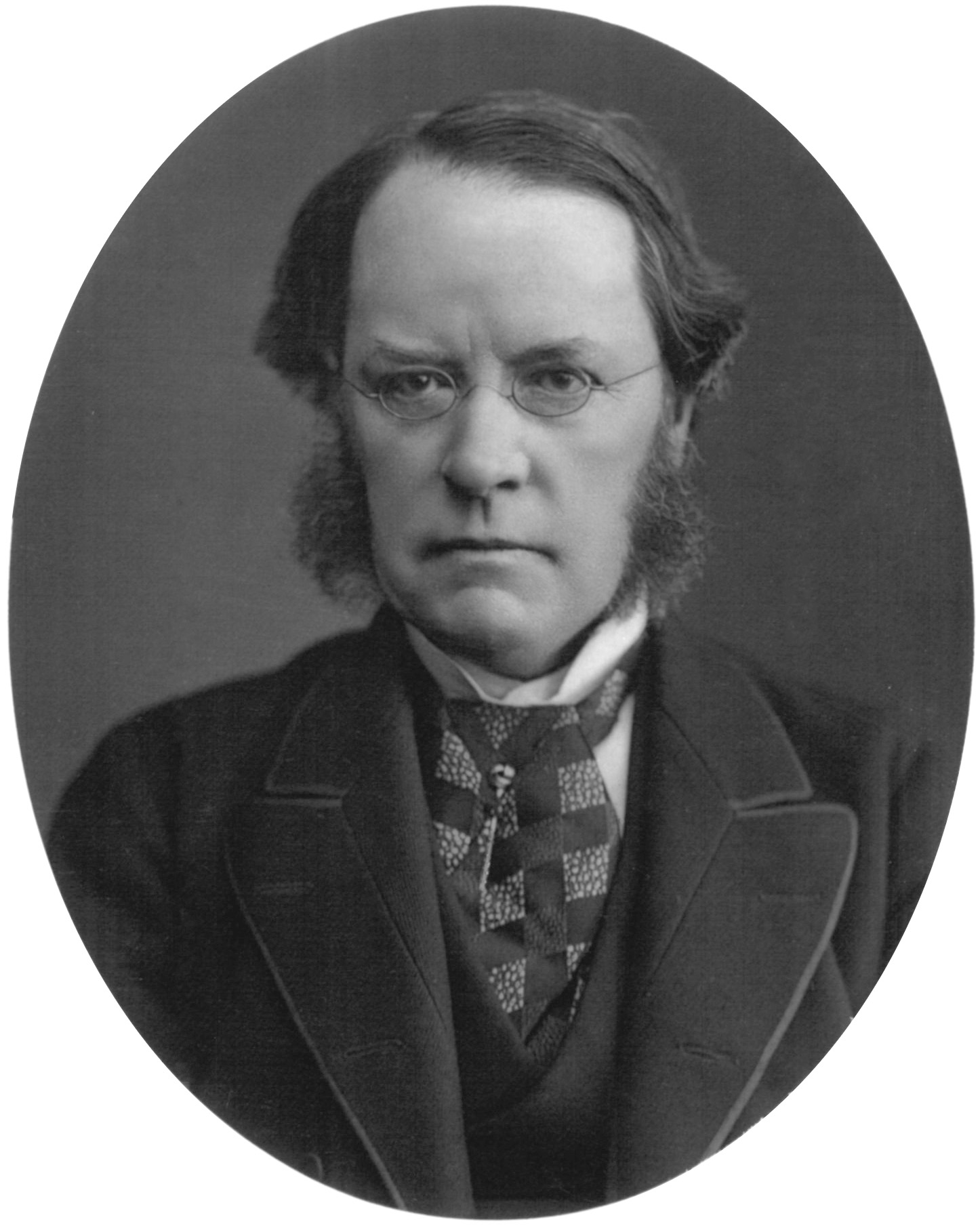
Lord Playfair, velký propagátor šifry

Navzdory tomu, že ji vymyslel Charles Wheatstone, je tato šifra známá jako Playfairova. Pojmenovaná je po baronovi Lyonu Playfairovi, který prosazoval její používání. První zaznamenaný popis Playfairovy šifry je dokument podepsaný Wheatstonem, který pochází z 26. března 1854.
Britské ministerstvo zahraničí ji ale odmítlo s tím, že je příliš složitá. Když poté Wheatstone ministerstvu nabídl, že její jednoduchost demonstruje tím, že se jí tři ze čtyř dětí z blízké školy naučí během 15 minut, ministerstvo odpovědělo: „To je velmi pravděpodobné, ale naše diplomaty ji nenaučíte nikdy.“
Z taktických důvodů ji Britové používali ve druhé búrské válce a první světové válce a také byla užívána Australany a Němci ve druhé světové válce. Bylo to proto, že se šifra dá rychle naučit a nevyžaduje žádné speciální zařízení. Typickým účelem bylo chránit důležité, ale ne kritické tajné informace. Poté, co by se ji podařilo nepřátelským kryptoanalytikům prolomit, by už informace byla nepoužitelná.
Dnes se Playfairova šifra už v armádě nepoužívá kvůli novým digitálním kódovacím systémům. Je považována za málo bezpečnou, protože by ji mohly moderní počítačové systémy prolomit během sekund.
První publikované prolomení Playfairovy šifry je devatenáctistránkový spis poručíka Josepha Mauborgna z roku 1914.

## Popis systému
Text k zašifrování se napíše bez diakritiky velkými písmeny, jedno písmeno z abecedy, které se málo vyskytuje, zaměníme za jiné (v češtině například Q za K). Poté text rozdělíme do dvojic, tzv. bigramů. Pokud se v bigramu objeví dvě stejná písmena, je nutné je oddělit jinými písmeny (např. X nebo Z). Pokud má text lichý počet písmen, doplní se na konci opět písmeny X nebo Z.
Odesílatel a příjemce se domluví na hesle, jehož délka by měla být aspoň 5 znaků, přičemž se žádné neopakuje (kratší by bylo snáze rozluštitelné). Poté se sestaví čtverec o délce strany 5x5 znaků, vytvořený z hesla a zbylých písmen abecedy. Pokud se v heslu některá písmena opakují, napíší se jen jednou. Vynechá se také písmeno Q. Protože máme ve čtverci 25 znaků, počet možných hesel je 25! = 15 511 210 043 330 985 984 000 000.
V šifrování je základní skutečnost, že písmena z každého z bigramů se mohou ve čtverci vyskytnout ve třech pozicích: na stejném řádku, na stejném sloupci nebo na jiném řádku a sloupci. Samotné šifrování probíhá podle tří pravidel:
- Pokud obě písmena z bigramu leží na stejném řádku, nahradí se písmeny ležícími napravo od nich. Pokud je jedno z písmen poslední v řádku, nahradí se prvním ze stejného řádku.
- Pokud obě písmena leží ve stejném sloupci, nahradí se písmeny ležícími pod nimi. Pokud je jedno z písmen poslední ve sloupci, nahradí se prvním z téhož sloupce.
- Pokud obě písmena leží na jiném řádku a v jiném sloupci, je každé z nich nahrazeno písmenem ležícím na průsečíku řádku daného písmena a sloupce druhého písmena.

Výsledný zašifrovaný text se pak rozdělí do skupin po pěti písmenech. Pokud je poslední pětice neúplná, doplní se bezvýznamovými dvojicemi (např. XX).
Dešifrování probíhá opačně oproti šifrování. Zašifrovaný text se rozdělí na bigramy a v tabulce se hledají písmena původního textu. Nakonec se podle významu vloží zpět původní Q, která byla zaměněna za K.

## Příklad zašifrování
```
Wikipedie, otevřená encyklopedie
WI KI PE DI EO TE VR EN AE NC YK LO PE DI EX

Heslo: PLAYFAIROVA SIFRA

Tabulka:
P L A Y F
I R O V S
B C D E G
H J K M N 
T U W X Z

Zašifrovaný text:
TOHOY BBODV XBSOG MYDJG AMARY BBOMY
```

## Dešifrování
Podobně jako jiné starší klasické šifry může být i tato poměrně snadno prolomena, pokud je k dispozici dostatečně dlouhý text. Klíč lze jednoduše získat, pokud známe původní i zašifrovaný text. Je-li znám pouze zašifrovaný text, tzv. útok hrubou silou spočívá ve zkoumání četnosti výskytu bigramů a získávání klíče z nich při znalosti četnosti výskytu bigramů v předpokládaném jazyce zprávy.
V angličtině je možné hledat dvojice bigramů s navzájem přehozenými písmeny, protože existuje mnoho slov začínajících RE a končících ER, stejně tak DE a ED, např. restricter nebo defeated. Po identifikování takových slov je snazší sestavit předpokládaný text a odhalit tak šifrový klíč.
Jinou možnou metodou je gradientní algoritmus, spočívající v náhodných záměnách např. nějakého bigramu za jiný bigram a následném zkoumání, je-li nový text smysluplnější. Ručně by se jednalo o zdlouhavou práci, nicméně počítačové systémy mohou touto metodou prolomit i poměrně krátké texty.
Playfairovu šifru odlišuje od jiných podobných šifer skutečnost, že se v žádném bigramu nevyskytují dvě stejná písmena. Pokud dostatečně dlouhý zašifrovaný text neobsahuje žádnou dvojici stejných písmen, je pravděpodobně zakódován touto šifrou.